# Alexandre Chassang
Alexandre Pierre Louis Chassang (Châtenay-Malabry, 22 novembre 1994) è un cestista francese.

## Carriera
Con la Francia under 20 ha disputato i FIBA EuroBasket Under-20 2013.

## Palmarès
- Campionato francese: 1

ASVEL: 2015-16
- Leaders Cup: 1

Digione: 2020